# Paolo Valesio
Paolo Valesio (Bologna, 14 ottobre 1939) è uno scrittore, saggista e critico letterario italiano.

## Biografia
Nato e formatosi a Bologna, Paolo Valesio è attualmente Professor Emeritus all’Università di Columbia a New York, dove ha occupato la cattedra "Giuseppe Ungaretti" di Letteratura italiana dal 2005. Dopo una formazione da linguista presso la cattedra di Glottologia di Luigi Heilmann a Bologna, che culminò con la collaborazione alla decima edizione del Vocabolario della lingua italiana di Nicola Zingarelli, dagli anni Settanta Valesio ha insegnato letteratura italiana alle università di Harvard, New York, Yale prima di concludere la carriera alla Columbia. Ha dedicato gran parte della sua ricerca allo studio della retorica e della sua realizzazione in scrittura, anche nella dimensione spirituale, ad esempio a Gabriele d’Annunzio e al futurismo, organizzando il convegno per il centennale Beyond Futurism: Filippo Tommaso Marinetti, Writer (For the Centennial Anniversary of the Italian Avant-Garde) tenutosi alla Columbia nel 2009 e curando, assieme a Patrizio Ceccagnoli, la pubblicazione di Venezianella e Studentaccio di Filippo Tommaso Marinetti.
Durante la sua permanenza a Yale, Valesio creò il "Yale Poetry Group", riunione bisettimanale di letture e conversazioni poetiche (1993-2003). Nel 1997 fondò la rivista Yale Italian Poetry (YIP), che dal 2006 ha mutato il titolo in Italian Poetry Review (IPR), collocandosi in sedi internazionali (New York, Bologna e Firenze). Oltre a una vasta produzione di saggi su riviste scientifiche, Valesio collabora con la stampa periodica italiana. Dal 2013 è presidente del Centro Studi Sara Valesio, situato presso la Fondazione Genus Bononiae – Musei nella città, a Bologna.
Oltre la sua attività accademica, Valesio ha esordito come narratore nel 1978, con L’ospedale di Manhattan per Editori Riuniti (la sua produzione continua con una serie di diari romanzati o “romanzi quotidiani” che formano una Tetralogia tuttora inedita). L’anno successivo, pubblica la sua prima raccolta di versi, Prose in poesia, per Guanda, con una postfazione di Stefano Agosti, a cui sono seguite quasi una ventina di raccolte poetiche. Sulla sua opera hanno scritto intellettuali come Antonio Porta, Guido Guglielmi, Harold Bloom, Maurizio Cucchi, John Hollander. Con Analogia del mondo vince il Premio S. Vito (1991) e con il Servo rosso vince il Premio Speciale della Giuria al Premio Letterario Camaiore (2017). La "Tetralogia" saggistico-narrativa di Valesio è ancora per la maggior parte inedita, ma varie pagine di questi quattro "romanzi quotidiani" sono apparse in rivista, in modo particolare nella rivista di poesia "Steve" (1998-2008) e, continuando a tutt'oggi, sulla rivista di architettura e arte "Anfione e Zeto" (2010-).

## Opere principali

### Saggi
- Strutture dell'allitterazione: Grammatica, retorica e folklore verbale, Bologna, Zanichelli, 1968.

- Novantiqua: Rhetorics as a Contemporary Theory, Bloomington, Indiana University Press, 1980.

- Ascoltare il silenzio: La retorica come teoria, Bologna, Il Mulino, 1986.

- Gabriele d'Annunzio: The Dark Flame, New Haven/London, Yale University Press, 1992.

### Poesia
- Prose in poesia, Milano, Società di poesia per iniziativa dell'editore Guanda, 1979.
- La rosa verde, Padova, Editoriale Clessidra, 1987.
- Dialogo del falco e dell'avvoltoio, Milano, Editrice Nuovi Autori, 1987.
- Le isole del lago, Venezia, Le Edizioni del Leone, 1990.
- La campagna dell'Ottantasette, Milano, Scheiwiller, 1990.
- Analogia del mondo, Udine, Campanotto Editore, 1992.
- Nightchant: Selected Poems (trad. Inglese di Graziella Sidoli e Vanna Tessier), Edmonton, Snowapple Press, 1995.
- Sonetos Profanos y Sacros (Taller de Traducción Literaria de la Universidad de La Laguna), Tenerife, Ediciones Canarias, 1996.
- Avventure dell'Uomo e del Figlio: Poesie, Marina di Minturno, Caramanica Editore, 1996.
- Anniversari (Dodici poesie, e una prosa in due movimenti), Galatina, I Quaderni del Bardo, 1999.
- Piazza delle preghiere massacrate, Modena, Edizioni del Laboratorio, 1999.
- Dardi, Faenza, I Quaderni del Circolo degli Artisti, 2000.
- Every Afternoon Can Make The World Stand Still (Thirty Sonnets 1987-2000) (trad. Inglese di Michael Palma), Stony Brook, New York, Gradiva Publications, 2002 (ried. 2005 ).
- Volano in cento (trad. inglese di Graziella Sidoli e trad. spagnola di José Oliveras), Faenza, I Quaderni del Circolo degli Artisti, 2002.
- Il cuore del girasole, Milano, Marietti, 2006.
- Il volto quasi umano (Poesie-dardi, 2003-2005), Bologna, Lombar Key, 2009.
- La mezzanotte di Spoleto, Rimini, Raffaelli, 2013.
- Storie del Testimone e dell'Idiota (poesie inedite), Casette d'Ete di Sant'Elpidio a Mare, Associazione Culturale "La Luna", 2015.
- Il servo rosso/ The Red Servant: poesie scelte 1979-2002, a cura di Graziella Sidoli (trad. inglese di Michael Palma e Graziella Sidoli), Pasturana, Puntoacapo editrice, 2016.
- Midnight in Spoleto (trad. inglese di Todd Portnowitz), Burlington, Vermon (USA), Fomite Press, 2018.
- Esploratrici solitarie: poesie 1990-2017, Rimini, Raffaelli, 2018 (Premio Nazionale Rhegium Julii Poesia)[15]

### Romanzi
- L'ospedale di Manhattan, Roma, Editori Riuniti, 1978.

- Il regno doloroso, Milano, Spirali, 1983.

### Raccolte di racconti e altri scritti
- S'incontrano gli amanti: Tre storie interoceaniche, Roma, Edizioni Empirìa, 1993.

- Tradimenti, Bologna, Quaderni del Masaorita, 1994.

- Dialogo coi volanti, Napoli, Edizioni Cronopio, 1997.